# 중국긴꼬리쥐
중국긴꼬리쥐(Sicista concolor)는 뛰는쥐과에 속하는 설치류의 일종이다. 인도 북부와 파키스탄에서 발견되며, 중국 중부와 남부의 해발 2140m와 4000m 사이에서 서식한다. 작은 설치류로 히말라야산맥 목초지와 온대 우림의 풀 경사면과 경작지에서 자주 발견된다. 지상성, 야행성 동물이며, 굴을 파는 습성을 가지고 있다. 먹이는 열매와 과일, 씨앗이다. 바위 틈과 덤불 속에 감춰진 곳에 풀로 꾸민 구형의 둥지를 만든다. 일년에 한 번 번식을 하며, 3~6마리의 새끼를 낳는다.